# 24e régiment d'infanterie légère
 (signalé en juillet 2025).
Si vous disposez d'ouvrages ou d'articles de référence ou si vous connaissez des sites web de qualité traitant du thème abordé ici, merci de compléter l'article en donnant les références utiles à sa vérifiabilité et en les liant à la section « Notes et références ».
- Archive Wikiwix
- Bing
- Cairn
- DuckDuckGo
- E. Universalis
- Gallica
- Google
- G. Books
- G. News
- G. Scholar
- Persée
- Qwant
- (zh) Baidu
- (ru) Yandex
- (wd) trouver des œuvres sur Wikidata

Le 24e régiment d'infanterie légère (24e léger) est un régiment d'infanterie légère de l'Armée française créé sous la Révolution sous le nom de 24e demi-brigade légère et devenu en 1854 le 99e régiment d'infanterie de ligne.

## Création et différentes dénominations
- 15 vendémiaire an V (6 octobre 1796) : création de la 24e demi-brigade légère
- 1803 : renommée 24e régiment d'infanterie légère.
- 12 mai 1814 : Le régiment est dissous et le no 24 disparait jusqu'en 1840.
- 29 septembre 1840 : Création de la 24e régiment d'infanterie légère
- En 1855, l'infanterie légère est transformée, et ses régiments sont convertis en unités d'infanterie de ligne, prenant les numéros de 76 à 100. Le 24e régiment d'infanterie légère prend le nom de 99e régiment d’infanterie de ligne.

## Colonels/Chef de brigade
- 8 décembre 1810 : Antoine Alexandre Julienne de Bélair

- 15 juillet 1848 : colonel Victor André Bruno Manselon (° 1802-† 1852)

## Historique du24eléger (1796-1814 et 1840-1855)

### Guerres de la Révolution et de l’Empire
- 1797 : expédition d'Irlande. Deux des trois navires la transportant font naufrage, 705 hommes meurent noyés
- 1797 : armée de Sambre-et-Meuse : bataille de Neuwied, bataille de Neuhof
- 1800 : armée d'Italie : franchissement du Grand-Saint-Bernard, bataille de Marengo, combats de Marcaria, Bataille de Pozzolo, siège de Vérone (prise le 4 janvier 1801)

#### Grande Armée
- 1805 : bataille de Nordlingen, Bataille d'Austerlitz
- 1806 : Campagne de Prusse et de Pologne : 14 octobre : Bataille d'Iéna
- 1807 : 8 février : Bataille d'Eylau, 5 juin combat de Lomitten, bataille d'Heilsberg, bataille de Friedland
- 1809 : bataille d'Abensberg, bataille d'Eckmühl, bataille de Ratisbonne, bataille d'Essling, bataille de Wagram
- 1812 : bataille de la Moskowa
- 1813 : Campagne d'Allemagne : bataille de Dresde, 16-19 octobre : Bataille de Leipzig
- 1814 : bataille de Brienne

#### De 1840 à 1855
- du 23 au 26 juin 1848 : répression des journées de juin à Paris

En 1850, le régiment est en garnison à Orléans.